# Libèl·lula alcista
Una Libèl·lula alcista (en anglès: Bullish Dragonfly Doji; en japonès: tonba) és, en gràfics d'espelmes, una variant del doji formada per una única espelma que indica un possible final de tendència baixista; rep aquesta denominació perquè l'espelma tindrà una forma "similar" a la d'una libèl·lula. La libèl·lula alcista té similituds amb el Martell alcista.

## Criteri de reconeixement
1. . La tendència prèvia del mercat ha de ser baixista.
2. . El següent dia de negociació s'obre amb gap baixista
3. . Es forma la libèl·lula tancant al mateix preu d'obertura, o molt, molt a prop (no hi ha cos o és ínfim).
4. . L'ombra de l'espelma martell ha de ser molt, molt llarga. Aquest és el factor determinant.
5. . Es tolera la presència d'un petit high.

## Explicació
La tendència del mercat era baixista, i en l'obertura del nou dia de negociació es produeix un gap baixista. La tendència baixista continua fins que en un nivell de resistència es produeix un gir alcista. Les posicions baixistes es tanquen ràpidament i són superades per les alcistes que remunten tota la llarga baixada i acaben la jornada tancant a idèntic preu d'obertura o molt, molt a prop (sense cos o ínfim). Els bulls han vençut els bears i les posicions baixistes han quedat, aparentment, debilitades. El mercat ha fallat en continuar essent baixista i els bears ha trobat on estava amagada la demanda.

## Factors importants
El canvi de tendència no es confirmarà fins al següent dia de negociació; les condicions de confirmació són un gran gap alcista i un tancament superior a l'obertura (cos blanc). Tot i així la confiança d'aquest patró és mitja, per bé que donada la seva infreqüència, és major que la del Martell alcista; això no obstant es recomana acompanyar el senyal amb altres confirmacions dels indicadors tècnics o gràfics com ara un trencament de línia de tendència. La seva utilitat intrínseca és la identificació d'un suport on la demanda estava amagada.